# Котова-Воля
Котова-Воля (пол. Kotowa Wola) — село в Польщі, у гміні Залешани Стальововольського повіту Підкарпатського воєводства.
Населення — 945 осіб (2011).
У 1975-1998 роках село належало до Тарнобжезького воєводства.

## Демографія
Демографічна структура станом на 31 березня 2011 року:
|          | Загалом | Допрацездатний вік | Працездатний вік | Постпрацездатний вік |
| -------- | ------- | ------------------ | ---------------- | -------------------- |
| Чоловіки | 469     | 88                 | 330              | 51                   |
| Жінки    | 476     | 88                 | 271              | 117                  |
| Разом    | 945     | 176                | 601              | 168                  |